# Lester Flatt
Lester Flatt (19 juni 1914 – 11 mei 1979) was een Amerikaans zanger, gitarist en mandolinespeler. Hij wordt gezien als een van de pioniers van de bluegrassmuziek.

## Biografie
Flatt werd geboren in Duncan's Chapel in Overton County in Tennessee, als zoon van Nannie Mae Haney en Isaac Columbus Flatt. Op 12-jarige leeftijd stopte hij met zijn schoolopleiding en ging werken als textielarbeider. Hij trouwde op 17-jarige leeftijd. Zijn radiocarrière begon in 1939. In 1943 zong hij en speelde hij gitaar en mandoline bij The Kentucky Pardners, de band van Charlie Monroe, de oudere broer van Bill Monroe, die hem in 1945 vroeg voor zijn band the Blue Grass Boys.
In 1948 begon hij een band met Earl Scruggs (eveneens van Monroe afkomstig) en gedurende de volgende twintig jaar was Flatt and Scruggs and the Foggy Mountain Boys de meest succesvolle bluegrassband. In 1962 schreven Flatt en Scrugs The ballad of Jed Clampett, de titelmuziek voor de televisieserie The Beverly Hillbillies, waarin ze zelf ook enkele malen optraden.
Toen ze in 1969 uit elkaar gingen vormde Flatt een nieuwe band, the Nashville Grass, bestaande uit het merendeel van the Foggy Mountain Boys. Hij bleef optreden en opnames maken met deze groep tot zijn dood in 1979.
- Bibsys: 56723
- Bibliothèque nationale de France: cb13893968n (data)
- Gemeinsame Normdatei: 134374304
- International Standard Name Identifier: 0000 0000 5514 7756
- Library of Congress Control Number: n82096196
- MusicBrainz: a9468a9a-b5ea-43b8-85c7-d86542bd2537
- Nationale Bibliotheek van Tsjechië: jn20030922003
- Nationale en Universitaire bibliotheek Zagreb: 000592291
- Nederlandse Thesaurus van Auteursnamen: 097717533
- SNAC: w69021tj
- Système universitaire de documentation: 078777658
- Virtual International Authority File: 61731754
- WorldCat: E39PBJr3ryBRmbgFRxWxrCgYfq